# Campeonato de España de Ciclismo en Ruta 1933
El XXXIII Campeonato de España de Ciclismo en Ruta se disputó en Barcelona el 3 de septiembre de 1933. La prueba se disputó en formato contrarreloj sobre una distancia de 150 kilómetros.
El ganador de la prueba fue el corredor Mariano Cañardo, que se impuso desde el principio de la carrera. Luciano Montero y Vicente Bachero completaron el podio. Este es el tercer triunfo de Cañardo en esta competición, de los cuatro que conseguiría.

## Clasificación final
| Pos. | Ciclista          | Equipo | Tiempo    |
| ---- | ----------------- | ------ | --------- |
| 1.   | Mariano Cañardo   | -      | 4h 25'38" |
| 2.   | Luciano Montero   | -      | a 12'42"  |
| 3.   | Vicente Bachero   | -      | a 13'53"  |
| 4.   | Antonio Escuriet  | -      | a 17'04"  |
| 5.   | Vicente Carretero | -      | a 21'58"  |
| 6.   | Federico Ezquerra | -      | a 23'02"  |
| 7.   | Simón Monreal     | -      | a 23'16"  |
| 8.   | Eusebio Bastida   | -      | a 24'17"  |
| 9.   | Eliseo Aubulat    | -      | a 37'11"  |
| -    | Santiago Mostajo  | -      | s.c.      |